# Кімберлі (Алабама)
Кімберлі (англ. Kimberly) — місто (англ. city) в США, в окрузі Джефферсон штату Алабама. Населення — 3841 особа (2020).

## Географія
Кімберлі розташоване за координатами 33°46′33″ пн. ш. 86°47′49″ зх. д. / 33.77583° пн. ш. 86.79694° зх. д. (33.775853, -86.797067).  За даними Бюро перепису населення США в 2010 році місто мало площу 15,15 км², уся площа — суходіл.

## Демографія
Згідно з переписом 2010 року, у місті мешкало 2711 особа в 932 домогосподарствах у складі 752 родин. Густота населення становила 179 осіб/км².  Було 1002 помешкання (66/км²).
Расовий склад населення:
| - 96,2 % — білих - 1,8 % — чорних або афроамериканців - 0,6 % — азіатів - 0,4 % — корінних американців |

До двох чи більше рас належало 0,7 %. Частка іспаномовних становила 0,8 % від усіх жителів.
За віковим діапазоном населення розподілялося таким чином: 28,7 % — особи молодші 18 років, 62,3 % — особи у віці 18—64 років, 9,0 % — особи у віці 65 років та старші. Медіана віку мешканця становила 35,4 року. На 100 осіб жіночої статі у місті припадало 94,9 чоловіків;  на 100 жінок у віці від 18 років та старших — 94,2 чоловіків також старших 18 років.
Середній дохід на одне домашнє господарство  становив 74 347 доларів США (медіана — 76 771), а середній дохід на одну сім'ю — 85 976 доларів (медіана — 86 758). Медіана доходів становила 55 273 долари для чоловіків та 42 955 доларів для жінок. За межею бідності перебувало 6,3 % осіб, у тому числі 2,2 % дітей у віці до 18 років та 4,2 % осіб у віці 65 років та старших.
Цивільне працевлаштоване населення становило 1344 особи. Основні галузі зайнятості: освіта, охорона здоров'я та соціальна допомога — 30,4 %, роздрібна торгівля — 10,2 %, виробництво — 10,0 %.